# Laurel Park (Karolina Północna)
Laurel Park – miasto w Stanach Zjednoczonych, w stanie Karolina Północna, w hrabstwie Henderson.